# Grezzago
Grezzago település Olaszországban, Lombardia régióban, Milánó megyében. Lakosainak száma 3124 fő (2023. január 1.). Grezzago Pozzo d’Adda, Trezzano Rosa, Trezzo sull’Adda, Busnago és Vaprio d’Adda községekkel határos.

## Népesség
A település lakossága az elmúlt években az alábbi módon változott:
| Lakosok száma | 2930 | 3040 | 3019 | 3124 |
|               | 2013 | 2017 | 2018 | 2023 |